# A Reforma
A Reforma foi um jornal brasileiro, fundado em 1862 em Porto Alegre por Gaspar da Silveira Martins e Antônio Eleutério de Camargo, foi o órgão oficial do Partido Liberal gaúcho.
Recebeu a colaboração de Carlos Thompson Flores, Carlos von Koseritz, Florêncio Carlos de Abreu e Silva, Joaquim Antônio Vasques, Albino Pereira Pinto, Antero Ferreira d'Ávila, entre outros. O jornal foi depois transferido para o Rio de Janeiro.